# メジロティターン
メジロティターンは日本の競走馬、種牡馬。1982年の天皇賞（秋）などを制し、同年創設された優駿賞最優秀父内国産馬に選出された。主戦騎手は伊藤正徳。「大尾形」と称された調教師顕彰者・尾形藤吉が送り出した最後の重賞勝利馬である。
父・メジロアサマと親子二代の天皇賞馬であり、自身の産駒からも1991-1992年の天皇賞（春）などを制したメジロマックイーンを出し、日本競馬史上唯一の「父子三代天皇賞制覇」を達成している。また、メジロ牧場生産馬では初の天皇賞馬である。

## 出生-幼駒時代
父・メジロアサマは1970年秋の天皇賞など40戦17勝の成績を残し、のちにシンジケートが組まれて種牡馬となった。しかし初年度28頭への種付けで受胎なしという結果に終わり、シンジケートは解散、馬主の北野豊吉の個人所有で種牡馬を続けていた。北野はあらゆる方策を講じてアサマの授精能力治療に努め、これが功を奏して僅かながら牝馬の受胎が見られるようになっていった。これを受けた1977年、北野はフランスからの輸入牝馬・シェリルをアサマと交配する。高価な牝馬に授精率の低いアサマを付けることを危惧する声もあったが、無事受胎。翌1978年、北海道伊達市のメジロ牧場でメジロティターンが誕生した。
幼駒の頃は大人しく目立たない馬であったが、父・アサマを管理した尾形からは「特に欠点のない馬」と好意的に評されていた。その後メジロ牧場洞爺湖分場で育成調教が積まれ競走年齢の3歳に達した1980年秋、父と同じ尾形藤吉厩舎に入った。

## 成績

### 4歳（1981年）
翌1981年、4歳を迎えてからデビューしたが、仕上がりが遅く惜敗を続け、初勝利までに4戦を要した。3月末の条件戦4着の後に一旦休養に入り、7月に復帰。札幌開催から伊藤正徳が騎乗して3戦1勝とした後、8月の函館開催で初めて芝の競走に出走。800万下条件戦を大差（10馬身以上）で勝利、続く条件戦のHTB賞も5馬身差で連勝した。
次走、格上挑戦でセントライト記念に出走。5番人気に支持されると、中団待機から直線で抜け出し、サンエイソロンに1馬身半差を付けて重賞初勝利を挙げた。競走15分前に管理調教師の尾形藤吉が89歳で死去しており、これが結果的に藤吉最後の重賞勝利ともなった。勝利騎手インタビューでレース内容を饒舌に語っていた伊藤は、その最中に記者から藤吉の死を知らされ、「ティターンの菊花賞も見て欲しいのに」と述べたきり絶句した。競走後、管理は藤吉の息子・盛次に引き継がれる。
名実共に4歳クラシック最終戦・菊花賞への有力候補となったが、競走後に左後脚趾骨の亀裂骨折が判明。菊花賞の断念を余儀なくされ、年内を休養に充てた。

### 5-6歳（1982-1983年）
軽度の骨折であったため1月には調教を再開、春の天皇賞を目標に据えた。しかし出走態勢が整わず、復帰は4月のアルゼンチン共和国杯まで遅れた。この復帰戦を6着と敗れると、陣営は同月29日の天皇賞を断念。日経賞に向かった。当日は初勝利時以来の1番人気に支持されると、後方から最後の直線だけで2着を10馬身突き離して圧勝した。次走に迎えた春のグランプリ・宝塚記念では、天皇賞を制したモンテプリンスに次ぐ2番人気に支持される。しかし直線で全く伸びず、9着と大敗を喫した。
メジロ牧場で2ヶ月休養の後、函館記念で復帰。ここを6着と敗れると、続くオールカマー、毎日王冠もそれぞれ5着と精彩を欠いた。この頃のティターンの評価は、「負ける時は呆気なく、勝つ時は圧勝する、潜在能力は高いが気まぐれな馬」といったものであった。
10月31日に天皇賞（秋）を迎え、当日は各馬の評価が拮抗する中で4番人気であった。レースはペースの緩急が激しく入れ替わる中、内埒沿いの中団6番手を進む。鞍上の伊藤は周回2周目の第3コーナーで目標としたキョウエイプロミスの脚が鈍っていることを見て取り、この位置からロングスパートを仕掛けた。ティターンは直線入り口で先頭に立つと、そのまま500mの直線を逃げ切り、ヒカリデュールに1馬身半差で八大競走初制覇を果たした。走破タイム3分17秒9は、前年優勝馬ホウヨウボーイの記録を1秒更新する日本レコードであった。
北野にとって自家生産馬による初めての天皇賞制覇であり大いに喜んだ北野は競走後、メジロ牧場の全従業員に高級スーツを仕立てて贈ったという。またティターン、伊藤、盛次のいずれにとってもそれぞれアサマ、正四郎、藤吉に続く父子制覇となった。
年末には有馬記念に出走。2番人気に支持されるも、ヒカリデュールの8着に終わった。当年、年度表彰に父内国産馬を対象とする新部門が創設され、ティターンは初代の最優秀父内国産馬に選出された。
翌1983年も出走を続けたが8戦全敗に終わり、有馬記念の6着を最後に競走生活から引退。翌年1月15日、アンバーシャダイと合同での引退式が行われた後、種牡馬入りのため北海道へ戻った。

## 全競走成績
| 年月日 | 年月日 | 年月日 | 競馬場 | 競走名               | 頭数 | オッズ（人気） | 着順 | 距離（馬場）  | タイム  | 着差    | 騎手     | 斤量 [kg] | 勝ち馬/（2着馬）     |
| 1981   | 1.     | 25     | 東京   | 4歳新馬              | 11   | 05.90（4人）   | 03着 | ダ1400m（良） | 01:27.9 | 0.8秒   | 臼井武   | 55        | エナオーギ           |
|        | 2.     | 7      | 東京   | 4歳新馬              | 8    | 02.00（1人）   | 02着 | ダ1200m（良） | 01:14.1 | 1.1秒   | 臼井武   | 55        | アメリカンサム       |
|        | 2.     | 15     | 東京   | 4歳新馬              | 15   | 03.70（2人）   | 02着 | ダ1200m（良） | 01:14.0 | 0.2秒   | 臼井武   | 55        | ライジングレディー   |
|        | 3.     | 7      | 中山   | 4歳未勝利            | 12   | 01.60（1人）   | 01着 | 芝1200m（良） | 01:12.0 | 5身     | 臼井武   | 55        | （セルマーロード）   |
|        | 3.     | 29     | 中山   | 4歳400万下           | 15   | 03.30（1人）   | 04着 | ダ1200m（良） | 01:12.1 | 0.9秒   | 臼井武   | 55        | ライジングレディー   |
|        | 6.     | 13     | 札幌   | 4歳以上400万下       | 10   | 06.60（2人）   | 04着 | ダ1500m（良） | 01:34.8 | 0.7秒   | 伊藤正徳 | 55        | ビンゴハイデン       |
|        | 6.     | 27     | 札幌   | 4歳以上400万下       | 9    | 06.00（3人）   | 01着 | ダ1500m（良） | 01:33.9 | 6身     | 伊藤正徳 | 55        | （マーブルシンセイ） |
|        | 7.     | 12     | 札幌   | 4歳以上800万下       | 7    | 12.50（5人）   | 05着 | ダ1500m（良） | 01:34.6 | 2.6秒   | 伊藤正徳 | 55        | トラックセイハ       |
|        | 8.     | 9      | 函館   | 4歳以上800万下       | 12   | 08.40（3人）   | 01着 | 芝1800m（重） | 01:52.0 | 大差    | 伊藤正徳 | 55        | （アサマック）       |
|        | 8.     | 22     | 函館   | HTB賞                | 7    | 03.00（2人）   | 01着 | 芝2000m（重） | 02:08.4 | 5身     | 伊藤正徳 | 56        | （リキサンサン）     |
|        | 9.     | 27     | 中山   | セントライト記念     | 15   | 19.50（5人）   | 01着 | 芝2200m（良） | 02:16.6 | 1 1/2身 | 伊藤正徳 | 56        | （サンエイソロン）   |
| 1982   | 4.     | 4      | 中山   | アルゼンチン共和国杯 | 13   | 11.90（3人）   | 06着 | 芝2500m（重） | 02:36.6 | 1.2秒   | 増沢末夫 | 56        | ミナガワマンナ       |
|        | 5.     | 16     | 東京   | 日経賞               | 9    | 05.20（1人）   | 01着 | 芝2500m（良） | 02:32.8 | 10身    | 伊藤正徳 | 55        | （キャンデーライト） |
|        | 6.     | 6      | 阪神   | 宝塚記念             | 15   | 03.00（1人）   | 09着 | 芝2200m（良） | 02:13.7 | 1.1秒   | 伊藤正徳 | 56        | モンテプリンス       |
|        | 8.     | 29     | 函館   | 函館記念             | 14   | 07.30（3人）   | 06着 | 芝2000m（良） | 02:01.5 | 1.3秒   | 伊藤正徳 | 57        | カズシゲ             |
|        | 9.     | 26     | 中山   | オールカマー         | 12   | 03.00（1人）   | 05着 | 芝2000m（稍） | 02:03.4 | 0.7秒   | 伊藤正徳 | 56        | トドロキヒホウ       |
|        | 10.    | 10     | 東京   | 毎日王冠             | 12   | 10.40（4人）   | 05着 | 芝2000m（稍） | 02:01.6 | 0.6秒   | 伊藤正徳 | 57        | キョウエイプロミス   |
|        | 10.    | 31     | 東京   | 天皇賞（秋）         | 14   | 10.90（4人）   | 01着 | 芝3200m（良） | R3:17.9 | 1 1/2身 | 伊藤正徳 | 58        | （ヒカリデュール）   |
|        | 12.    | 26     | 中山   | 有馬記念             | 15   | 06.60（2人）   | 08着 | 芝2500m（重） | 02:37.3 | 0.6秒   | 伊藤正徳 | 57        | ヒカリデュール       |
| 1983   | 1.     | 23     | 中山   | アメリカJCC          | 14   | 08.40（4人）   | 08着 | 芝2500m（良） | 02:36.3 | 0.9秒   | 伊藤正徳 | 58        | アンバーシャダイ     |
|        | 2.     | 20     | 東京   | 目黒記念（春）       | 9    | 05.10（1人）   | 06着 | 芝2500m（稍） | 02:37.8 | 0.2秒   | 大崎昭一 | 60        | トウショウゴッド     |
|        | 3.     | 13     | 中山   | 中山記念             | 10   | 06.80（2人）   | 04着 | 芝1800m（不） | 01:56.9 | 1.2秒   | 大崎昭一 | 58        | エイティトウショウ   |
|        | 4.     | 3      | 中山   | アルゼンチン共和国杯 | 12   | 07.40（4人）   | 04着 | 芝2500m（稍） | 02:37.3 | 0.4秒   | 大崎昭一 | 58        | ミナガワマンナ       |
|        | 5.     | 15     | 東京   | 日経賞               | 7    | 01.70（1人）   | 03着 | 芝2500m（良） | 02:36.5 | 0.7秒   | 大崎昭一 | 59        | アサヒテイオー       |
|        | 11.    | 12     | 東京   | 4歳以上オープン      | 8    | 20.50（3人）   | 02着 | 芝1800m（稍） | 01:51.4 | 0.2秒   | 伊藤正徳 | 57        | エイティトウショウ   |
|        | 11.    | 27     | 東京   | ジャパンカップ       | 16   | 29.80（8人）   | 12着 | 芝2400m（良） | 02:29.3 | 1.7秒   | 伊藤正徳 | 57        | スタネーラ           |
|        | 12.    | 25     | 中山   | 有馬記念             | 16   | 20.8（10人）   | 06着 | 芝2500m（良） | 02:34.6 | 0.6秒   | 伊藤正徳 | 56        | リードホーユー       |

- タイム欄のRはレコード勝ちを示す。

## 種牡馬時代
引退後の1984年より、北海道三石町（現新ひだか町）本桐牧場で種牡馬として供用された。同年、「ティターンの仔で天皇賞を」との遺言を残し北野が死去。メジロ牧場の経営は妻の北野ミヤに引き継がれた。
天皇賞優勝後の不振と、授精に難のあった父・アサマのイメージもあり、初年度から3年目までの総交配頭数は36と人気は低かった。しかし8頭の初年度産駒からメジロマーシャスが函館記念に勝利し、種牡馬としての重賞初勝利を挙げる。そして3年目の産駒よりメジロマックイーンが誕生。同馬は1990年の菊花賞に優勝してGI競走を初制覇すると、翌1991年には天皇賞（春）も制し、豊吉の遺志を果たした。同時にアサマから続く「父子三代天皇賞制覇」も達成し、偉業と称えられた。マックイーンは翌1992年の天皇賞（春）も連覇、1993年には宝塚記念も制し、引退後は史上21頭目のJRA顕彰馬に選出されている。
ティターンは供用4年目に牝馬三冠馬メジロラモーヌの交配相手に選ばれて注目され、当年46頭と交配頭数が急増。さらにメジロマックイーンの活躍もあって一時人気の種牡馬となったが、以降は数頭のオープン馬と地方競馬の重賞勝利馬を出すに留まった。
2000年限りで種牡馬を引退し、以後は洞爺湖町のメジロ牧場本場で功労馬として余生を過ごした。2009年10月13日に老衰のため死亡。31歳であった。

### 主な産駒
- メジロマーシャス（1985年産 函館記念）
- メジロマックイーン（1987年産 菊花賞、天皇賞（春）2回、宝塚記念、阪神大賞典2回、京都大賞典2回、大阪杯）
- パリスナポレオン（1991年産 マーキュリーカップ）
- アトミックサンダー（1995年産 *東京ダービー、*戸塚記念）

## 血統

### 血統背景
祖父・パーソロンはかつて「牝馬に活躍馬の多い短中距離血統」という見方が根強かったが、アサマが天皇賞を制したことで評価が一変した。
母・シェリルは競走馬時代にフランスのG2競走（当時）オペラ賞を制している。その牝系はフランスで数々の活躍馬を輩出する名牝系として知られており、シェリルが日本に輸出される際にはフランス生産界から反対の声も上がった。近親にはそれぞれ種牡馬として成功を収めたシャンタン、ジャカオ、凱旋門賞優勝馬ササフラなどがいる。

### 血統表
| メジロティターンの血統（パーソロン系 / 5代内アウトブリード） | メジロティターンの血統（パーソロン系 / 5代内アウトブリード） | メジロティターンの血統（パーソロン系 / 5代内アウトブリード） | （血統表の出典）      | （血統表の出典） |
| 父 メジロアサマ 1966 芦毛                                    | 父の父*パーソロン Partholon 1960 鹿毛                        | Milesian                                                     | My Babu               | My Babu          |
| 父 メジロアサマ 1966 芦毛                                    | 父の父*パーソロン Partholon 1960 鹿毛                        | Milesian                                                     | Oatflake              |                  |
| 父 メジロアサマ 1966 芦毛                                    | 父の父*パーソロン Partholon 1960 鹿毛                        | Paleo                                                        | Pharis                | Pharis           |
| 父 メジロアサマ 1966 芦毛                                    | 父の父*パーソロン Partholon 1960 鹿毛                        | Paleo                                                        | Calonice              |                  |
| 父 メジロアサマ 1966 芦毛                                    | 父の母*スヰート Sweet Sixteen 1951 芦毛                      | First Fiddle                                                 | Royal Minstrel        | Royal Minstrel   |
| 父 メジロアサマ 1966 芦毛                                    | 父の母*スヰート Sweet Sixteen 1951 芦毛                      | First Fiddle                                                 | Rueful                |                  |
| 父 メジロアサマ 1966 芦毛                                    | 父の母*スヰート Sweet Sixteen 1951 芦毛                      | Blue Eyed momo                                               | War Admiral           | War Admiral      |
| 父 メジロアサマ 1966 芦毛                                    | 父の母*スヰート Sweet Sixteen 1951 芦毛                      | Blue Eyed momo                                               | Big Event             |                  |
| 母 *シェリル Cheryl 1971 鹿毛                                | 母の父*スノッブ Snob 1959 鹿毛                               | Mourne                                                       | Viuex Manoir          | Viuex Manoir     |
| 母 *シェリル Cheryl 1971 鹿毛                                | 母の父*スノッブ Snob 1959 鹿毛                               | Mourne                                                       | Ballynash             |                  |
| 母 *シェリル Cheryl 1971 鹿毛                                | 母の父*スノッブ Snob 1959 鹿毛                               | Senones                                                      | Prince Bio            | Prince Bio       |
| 母 *シェリル Cheryl 1971 鹿毛                                | 母の父*スノッブ Snob 1959 鹿毛                               | Senones                                                      | Sif                   |                  |
| 母 *シェリル Cheryl 1971 鹿毛                                | 母の母Chanel 1961 鹿毛                                       | Pan                                                          | Atys                  | Atys             |
| 母 *シェリル Cheryl 1971 鹿毛                                | 母の母Chanel 1961 鹿毛                                       | Pan                                                          | Pretty Gift           |                  |
| 母 *シェリル Cheryl 1971 鹿毛                                | 母の母Chanel 1961 鹿毛                                       | Barley Corn                                                  | Hyperion              | Hyperion         |
| 母 *シェリル Cheryl 1971 鹿毛                                | 母の母Chanel 1961 鹿毛                                       | Barley Corn                                                  | Schiaparelli F-No.8-c |                  |

### 主な近親
- 大伯父 - Shantung（イギリス・アイルランド・フランス4頭のクラシック優勝馬の父）
- 姪 - メジロフルマー（目黒記念、日経賞）
- 姪 - メジロアニタ（京都大障害・春）
- 甥 - メジロライアン（宝塚記念、弥生賞、京都新聞杯、日経賞）